# Bobrek-Karb (gmina)

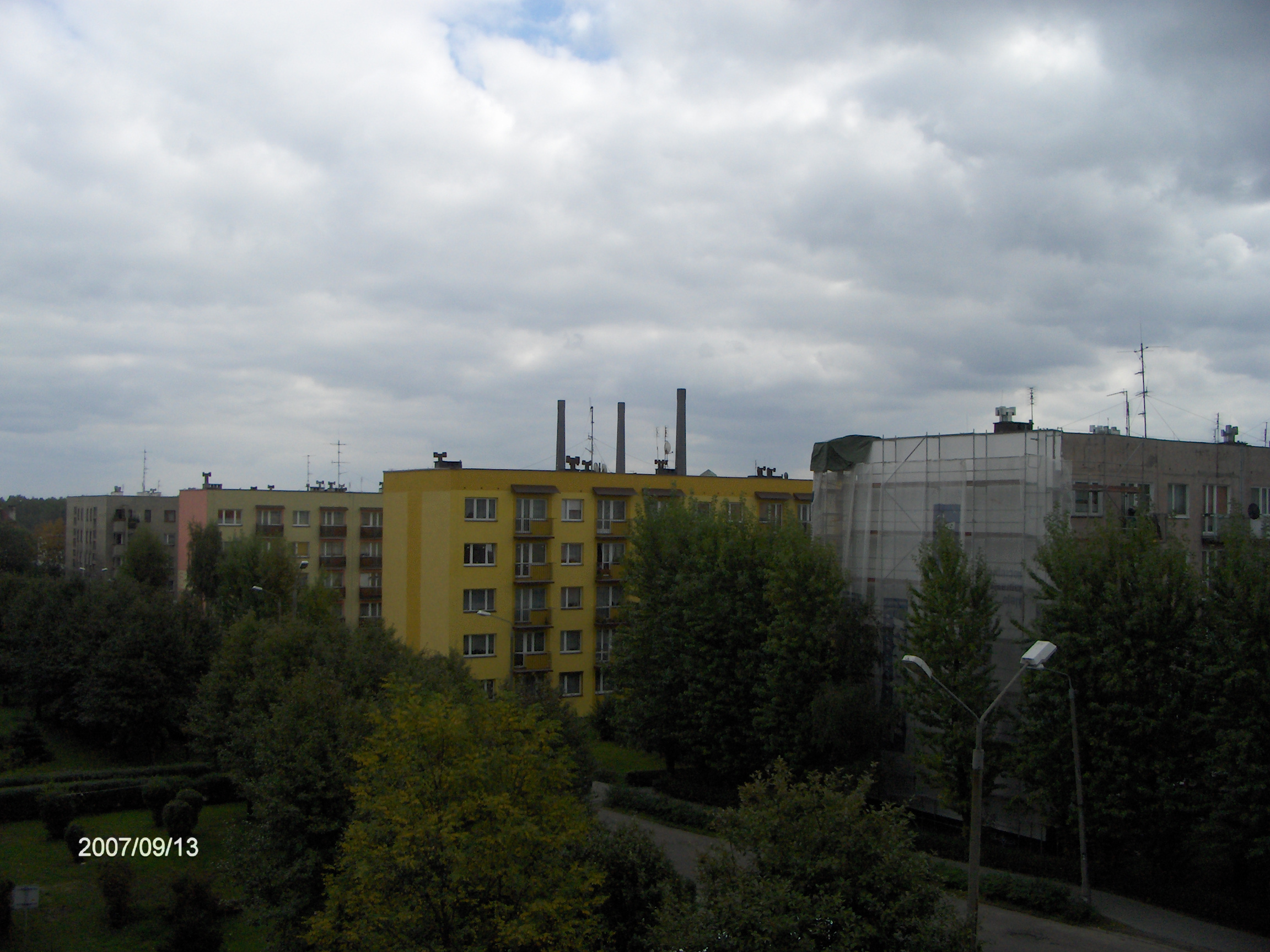
Bobrek-Karb

Bobrek-Karb (1945–46 Bobrek) – dawna gmina wiejska istniejąca w latach 1928–1945 jako tzw. gmina jednostkowa oraz 1945–1951 jako tzw. gmina zbiorowa w woj. śląskim (śląsko-dąbrowskim) i katowickim (dzisiejsze woj. śląskie). Siedzibą władz gminy był Bobrek (drugi człon nazwy pochodzi od Karbia; obecnie są to dzielnice Bytomia).
Niemiecką gminę jednostkową Bobrek-Karb, niezależną wówczas od Bytomia, proklamowano w 1928 roku. Pod koniec 1932 roku gmina zajmowała obszar 5 076 237 m² i była zamieszkana przez 22 102 osoby. 
Struktura wyznaniowa w 1932 roku przedstawiała się następująco:
Gmina zbiorowa Bobrek powstała w Polsce po II wojnie światowej (w grudniu 1945) w powiecie bytomskim na terenie tzw. Ziem Odzyskanych (tzw. I okręg administracyjny – Śląsk Opolski), powierzonym 18 marca 1945 administracji wojewody śląskiego, a z dniem 28 czerwca 1946 przyłączonym do woj. śląskiego (śląsko-dąbrowskiego).
Według stanu z 1 stycznia 1946 gmina składała się z samej siedziby i przez to nie była podzielona na gromady. 6 lipca 1950 zmieniono nazwę woj. śląskiego na katowickie. W związku z likwidacją powiatu bytomskiego 1 kwietnia 1951 gmina Bobrek-Karb została zniesiona, a jej obszar włączony do Bytomia.